# Іль-ля-Кватре
Іль-ля-Кватре (ісп. Isle à Quatre) — острів у складі архіпелагу Гренадини, розташований у південній частині Навітряних островів, Карибське море. Острів входить до складу держави Сент-Вінсент і Гренадини на правах залежної території.

## Географія
Іль-ля-Кватре розташований за два кілометри на південь від острова Бекія. На південному сході від Іль-ля-Кватре знаходиться острів Мюстік, а на півдні Кануан.

## Площа
Площа острова становить близько 1,52 км², приблизна довжина острова 3 км, ширина від 250 до 975 м. Середня висота над рівнем моря становить 38 метрів, найвища — 146 м. 

## Історія
Острів Іль-ля-Кватре був власністю родини Мітчелл більше 100 років. У квітні 2007 року був проданий за 100 млн доларів. Планувалося створити на острові курорт з п'ятдесятьма розкішними віллами, ресторан, яхт-клуб, басейн з морською водою, тенісні корти, пристань.

## Клімат
Розташований в тропіках, річна температура +28°C, максимальна 31°C, мінімальна 26°C. Острів розташований у нижній зоні ризику ураганів. На острові не було ураганів вже більш ніж 100 років, востаннє був у 1955 році. Найбільша кількість опадів у серпні та вересні, найменше у лютому, березні та квітні. 